# Wentzwiller
Wentzwiller település Franciaországban, Haut-Rhin megyében. Lakosainak száma 781 fő (2022. január 1.). Wentzwiller Attenschwiller, Buschwiller, Hagenthal-le-Bas, Folgensbourg és Michelbach-le-Haut községekkel határos.

## Népesség
A település népessége az elmúlt években az alábbi módon változott:
| Lakosok száma | 684  | 733  | 760  | 756  | 768  | 771  | 774  | 783  | 781  |
|               | 2013 | 2015 | 2016 | 2017 | 2018 | 2019 | 2020 | 2021 | 2022 |